# Estadio San Sebastián
Het Estadio San Sebastián is een multifunctioneel stadion in Pasaquina, een stad in El Salvador. 
Het stadion wordt vooral gebruikt voor voetbalwedstrijden, de voetbalclub CD Pasaquina maakt gebruik van dit stadion. In het stadion is plaats voor 5.000 toeschouwers. 